# Commune rurale de Nurmes
La commune rurale de Nurmes (finnois : Nurmeksen maalaiskunta, abrév. Nurmeksen mlk) est une ancienne municipalité du Carélie du Nord  en Finlande.

## Histoire
Le 1er janvier 1973, la communauté rurale de Nurmes a été absorbée par Nurmes. 
Au 1er janvier 1972, la superficie de la commune rurale de Nurmes était de 1 487,5 km2 et au 31 décembre 1972 elle comptait 9 206 habitants.